# Mihonoseki (Meteorit)
Koordinaten: 35° 34′ 6″ N, 133° 13′ 12″ O
Mihonoseki (japanisch 美保関隕石 Mihonoseki inseki) ist ein Steinmeteorit, der am Abend des 10. Dezember 1992 in ein Privathaus im japanischen Ort Mihonoseki einschlug. Mihonoseki gehört seit 2005 zur Stadt Matsue in der Präfektur Shimane (Region Chūgoku). Der Steinmeteorit ist ein gewöhnlicher Chondrit der Gruppe L6.

## Geschichte
Während eines Gewitters fiel am Abend des 10. Dezember 1992 ein Meteorit in ein zweistöckiges Haus. Das geschah um 21 Uhr Ortszeit. Wegen des Gewitters mit Blitz und Donner hielten die Bewohner des Hauses, ein Ehepaar, den Einschlag für einen Blitzschlag. Der Meteorit durchschlug beide Etagen und wurde erst am nächsten Abend unter dem Haus gefunden, nachdem ein Loch im Tatami-Fußboden bemerkt worden war. Um 20:58 Uhr und 20:59 Uhr hatten am Tag des Einschlages mehr als 50 Augenzeugen am Himmel einen Feuerball gesehen, der in südwestlicher Richtung zog. Er wurde in verschiedenen Präfekturen gesehen, und zwar in Wakayama, Osaka, Hyōgo, Okayama und Hiroshima sowie auf der Insel Shikoku. Der Stein, der unter dem Haus gefunden wurde, hatte ein Gewicht von 6,38 kg und eine Größe von 24 × 14 × 11 cm. In dem Raum, durch den der Meteorit gefallen war, wohnte die Mutter des Ehemannes. Sie war jedoch an diesem Tag im Krankenhaus, so dass sich niemand in dem Raum aufhielt.

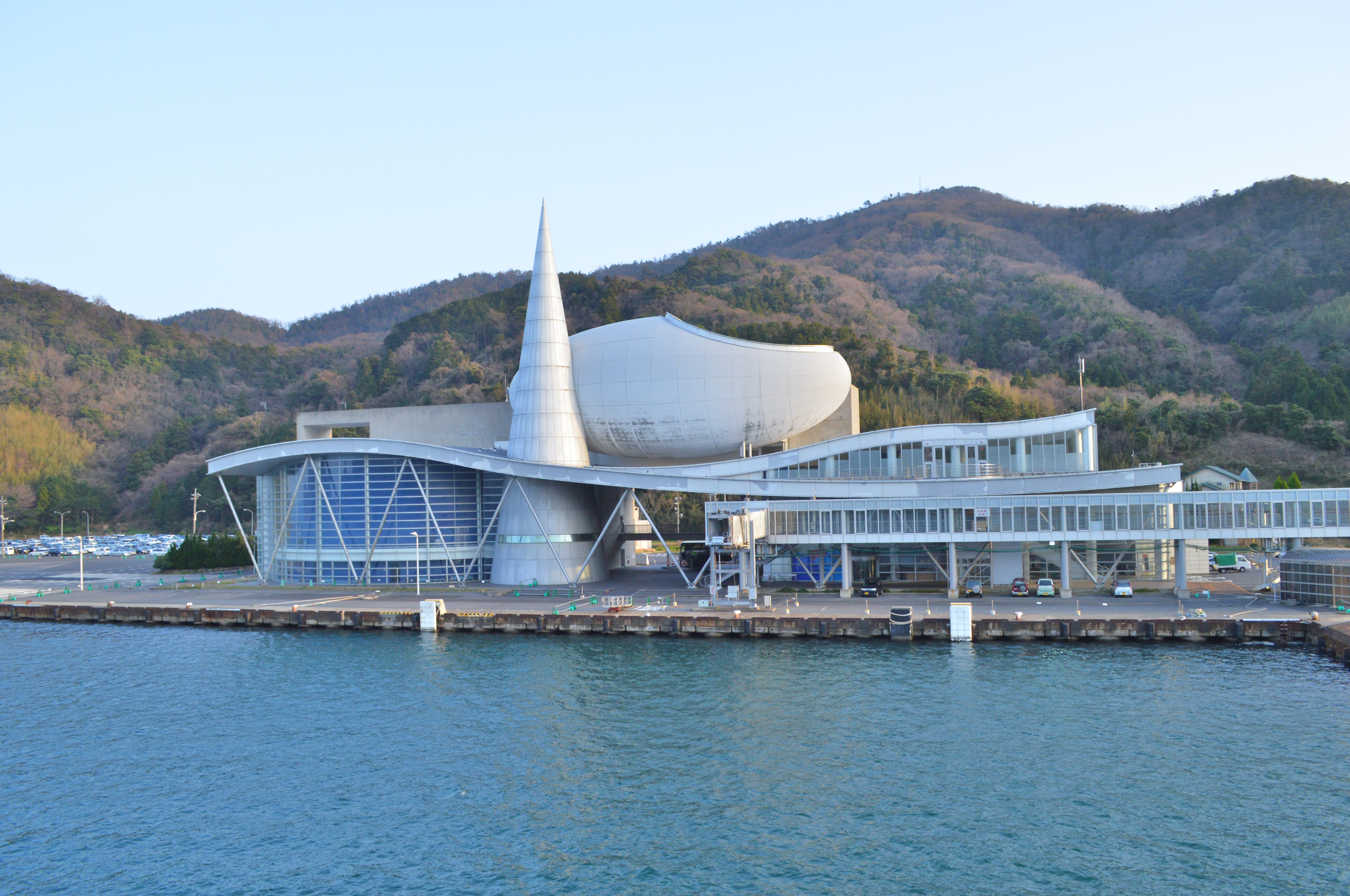
Meteor Plaza im Shichirui-Hafen

Der Meteorit konnte am 13. Dezember 1992 am Nationalmuseum der Naturwissenschaften in Tokio analysiert werden. Es wurde herausgefunden, dass er ein Bestrahlungsalter von wahrscheinlich 61 Millionen Jahren hat.
Die Entdeckung dieses Meteoriten führte zur Identifikation eines weiteren. Am 26. März 1991 hatte eine Schiffsbesatzung Schäden auf dem Metalldeck gefunden, nachdem sie von ihrer Mittagspause zurückgekommen war, sowie einen Stein von 430 Gramm. Dies geschah auf dem RoRo-Autotransportschiff Century Highway No. 1, das für ein paar Tage im Hafen von Toyohashi lag. Nachdem ein Mitglied der Schiffsbesatzung am 28. Dezember 1992 einen Zeitungsartikel über den Mihonoseki-Meteoriten gelesen hatte, dachte er, der Stein könne ebenfalls ein Meteorit sein. Tatsächlich stellte sich der Stein als Meteorit heraus, und zwar als H4–5-Chondrit, der inzwischen den Namen Tahara trägt.
Nach dem Mann, in dessen Haus der Mihonoseki-Meteorit gefallen war, Masaru Matsumoto (* 1936), wurde am 18. März 2003 ein Asteroid benannt: (9573) Matsumotomas.
Der Meteorit Mihonoseki ist dauerhaft auf der Meteor Plaza am Matsuer Shichirui-Hafen ausgestellt. Das kegelförmige Dach des Museumsgebäudes symbolisiert die Flugbahn des Meteoriten und die sphäroide Form des Museumsgebäudes selbst hat die Form des Meteoriten.

## Zusammensetzung
Im Haus wurden zwei Tage nach dem Einschlag mithilfe eines Magneten noch mehrere kleine Splitter des Meteoriten gefunden. Bei einer Untersuchung von zwei Millimeter großen Fragmenten zeigten sich unter anderem die Minerale Kamacit, Taenit und Troilit.